# Референдум в Беларуси (1996)
Второй в истории независимой Белоруссии референдум был проведён 24 ноября 1996. Из 7 вопросов 4 были инициированы президентом, 3 — парламентом. По официальным результатам референдума были поддержаны два предложения президента и отклонены все предложения парламента. Международное сообщество по вопросу признания референдума разделилось — ряд государств и международные органы, включая ОБСЕ, Совет Европы и Европейский союз, официально не признали результаты референдума и объявили их незаконными по причине того, что референдум проводился с серьёзными процедурными нарушениями. В некоторых источниках информации это событие стали называть государственный переворот.

## Предпосылки
К 1996 году в Белоруссии обострились противоречия между президентом и парламентом, страна вступила в полосу политического кризиса. В августе 1996 года президент Александр Лукашенко предложил провести референдум по внесению изменений и дополнений в Конституцию, существенно расширяющих права президента и превращающих республику из парламентско-президентской в президентскую, а также по ряду других вопросов, имевших большой общественный резонанс.
Верховный Совет назначил проведение референдума на 24 ноября 1996 года и также вынес вопрос о внесении изменений в конституцию, превращающих республику в чисто парламентскую (то есть упразднение поста Президента) и ряд других вопросов.

## Вопросы
Вопросы, инициированные президентом:

1. Перенести День независимости Республики Беларусь (День Республики) на 3 июля — день освобождения Беларуси от гитлеровских захватчиков в Великой Отечественной войне?
2. Принять Конституцию Республики Беларусь 1994 года с изменениями и дополнениями (новая редакция Конституции Республики Беларусь), предложенными Президентом Республики Беларусь А. Г. Лукашенко?
3. Выступаете ли Вы за свободную, без ограничений, покупку и продажу земли?
4. Поддерживаете ли Вы отмену смертной казни в Республике Беларусь?
Оригинальный текст (бел.)
1. Перанесці Дзень незалежнасці Рэспублікі Беларусь (Дзень Рэспублікі) на 3 ліпеня-Дзень вызвалення Беларусі ад гітлераўскіх захопнікаў у Вялікай Айчыннай вайне?
2. Прыняць Канстытуцыю Рэспублікі Беларусь 1994 года са змяненнямі і дапаўненнямі (новая рэдакцыя Канстытуцыі Рэспублікі Беларусь), прапанаванымі Прэзідэнтам Рэспублікі Беларусь А. Р. Лукашэнкі?
3. Ці выступаеце Вы за свабодную, без абмежаванняў, куплю і продаж зямлі?

4. Ці падтрымліваеце Вы адмену смяротнай кары ў Рэспубліцы Беларусь?

Вопросы, инициированные Верховным Советом:

1. Принять Конституцию Республики Беларусь 1994 года с изменениями и дополнениями, предложенными депутатами фракций коммунистов и аграриев?
2. Выступаете ли Вы за то, чтобы руководители местных органов исполнительной власти избирались непосредственно жителями соответствующей административно — территориальной единицы?
3. Согласны ли Вы, что финансирование всех ветвей власти должно осуществляться гласно и только из государственного бюджета?
Оригинальный текст (бел.)
1. Прыняць Канстытуцыю Рэспублікі Беларусь 1994 года са змяненнямі і дапаўненнямі, прапанаванымі дэпутатамі фракцый камуністаў і аграрыяў?
2. Ці выступаеце Вы за тое, каб кіраўнікі мясцовых органаў выканаўчай улады абіраліся непасрэдна жыхарамі адпаведнай адміністрацыйна-тэрытарыяльнай адзінкі?

3. Ці згодны Вы, што фінансаванне ўсіх галін улады павінна ажыццяўляцца галосна і толькі з дзяржаўнага бюджэту?

В действительности территория современной Белоруссии была освобождена от войск национал-социалистической Германии 28 июля 1944 года.

### Характер вопросов
Согласно пункту 3 постановления Верховного Совета, вопросы о принятии предлагаемых изменений и дополнений к Конституции 1994 года выносились на обязательный референдум. Решение, принятое обязательным референдумом, является окончательным и в утверждении не нуждается.
Конституционный суд Республики Беларусь установил, что пункт 3 в части вынесения на обязательный референдум изменений и дополнений Конституции не соответствует Конституции и законам Республики Беларусь. На основании заключения Конституционного суда от 4 ноября 1996 года Верховный Совет Республики Беларусь внёс изменения в своё постановление от 6 сентября 1996 года и признал, что на обязательный референдум выносятся только вопросы о переносе Дня независимости Республики Беларусь (Дня Республики) и о выборности руководителей местных органов исполнительной власти. Результаты референдума об изменении Конституции должны носить консультативный характер, принять новую редакцию Конституции имеет право лишь Верховный Совет.
В соответствии со статьёй 129 Конституции Республики Беларусь заключения Конституционного Суда являются окончательными, обжалованию и опротестованию не подлежат. Однако президент А. Г. Лукашенко, вопреки заключению Конституционного Суда Республики Беларусь от 4 ноября 1996 года и постановлению Верховного Совета Республики Беларусь от 5 ноября 1996 года даже при наличии специальной ссылки в бюллетене о характере вопросов, вынесенных на голосование, своим Указом придал консультативным вопросам референдума обязательный характер.
Во втором Указе от 7 ноября 1996 года № 459 было установлено, что заключение Конституционного суда от 4 ноября 1996 г. не действует «как существенно расходящееся с Конституцией и ограничивающее конституционное право граждан на участие в референдуме (народном голосовании)». На недопустимость такого поворота решения о референдуме обратил внимание председатель Конституционного суда В. Тихиня в письме от 26 ноября 1996 г. на имя президента страны и спикера парламента. В нём отмечается, что «… все государственные органы и должностные лица при оценке итогов референдума должны руководствоваться заключением Конституционного суда и постановлением Верховного Совета».
15 апреля 1997 года данное Заключение было отменено Конституционным судом, созданным уже по Конституции с поправками Президента, как носящее «противоречивый характер», резолютивная часть которого «не согласуется с мотивировочной частью и не основана на требованиях Конституции и законов».
Согласно решению 15 апреля 1997 года «…из содержания статьи 74 Конституции 1994 года следует, что Верховному Совету было предоставлено право определять вид референдума только в отношении вопросов, инициированных не менее чем 70 депутатами Верховного Совета. Если предложение о проведении республиканского референдума вносилось Президентом Республики Беларусь или гражданами в количестве не менее 450 тысяч человек, то Верховный Совет не вправе был изменять вид республиканского референдума, предлагаемого указанными субъектами.»

Согласно статьям 83 и 149 Конституции 1994 года изменения и дополнения Конституции могли быть осуществлены как Верховным Советом, так и путем проведения республиканского референдума. В том случае, если Верховный Совет назначил республиканский референдум по внесению изменений и дополнений в Конституцию, то решение, принятое путем народного голосования, является в соответствии со статьёй 39 Закона «О народном голосовании (референдуме) в Республике Беларусь» окончательным. На основании статьи 77 Конституции оно может быть отменено или изменено только путем референдума, если иное не будет определено референдумом. Такой вывод основывается также на нормах статьи 3 Конституции, согласно которой единственным источником государственной власти является народ, и статьи 149 Конституции, в соответствии с которой решение об изменении и дополнении Конституции путем референдума считается принятым, если за него проголосовало большинство граждан, внесенных в списки для голосования. Таким образом референдум, проводимый по изменениям и дополнениям Конституции, является обязательным, а его решение — окончательным и в чьем-либо утверждении не нуждается.
— ЗАКЛЮЧЕНИЕ КОНСТИТУЦИОННОГО СУДА РЕСПУБЛИКИ БЕЛАРУСЬ, 15 апреля 1997 г. № З-56/97
Также суд установил, что Постановление Верховного Совета Республики Беларусь от 6 сентября 1996 года «О проведении республиканского референдума в Республике Беларусь и мерах по его обеспечению» носило правоприменительный характер и не являлось нормативным актом, а согласно Конституции 1994 года Конституционный Суд осуществляет контроль конституционности лишь нормативных актов.

## Политическая обстановка в период подготовки к референдуму
Предыдущий референдум в Белоруссии прошёл 14 мая 1995 года. Четыре президентских вопроса (об экономическом союзе с Россией, об официальном статусе русского языка, о советской государственной символике и о праве Президента распускать парламент) получили по официальным данным 75-80 % поддержки, хотя депутаты Верховного Совета отклонили три последних вопроса.
В том же году в Белоруссии прошли и парламентские выборы. В новом составе парламента относительное большинство (47,5 %) получили коммунисты и Аграрная партия, лидер которой Семён Шарецкий стал спикером. Он сразу заявил, что выступает за рыночные реформы, сохранение суверенитета и неприкосновенность демократической Конституции, а белорусское общество должно консолидироваться вокруг национальной идеи. С этого момента начались постоянные конфликты Александра Лукашенко с парламентом. Одним из ключевых вопросов стала интеграция с Россией. В ответ на подписание 2 апреля 1996 года Россией и Белоруссией Договора о создании Союза Суверенных Республик оппозиция организовала 26 апреля акцию «Чернобыльский шлях», в которой приняло участие более 50 тысяч человек, которые вышли на улицы Минска для демонстрации несогласия с политикой Лукашенко.
В августе 1996 года Лукашенко выступил с инициативой проведения нового референдума: по вопросам введения формы президентской республики, отношения к смертной казни, частной собственности на землю и переноса Дня независимости с 27 июля (Принятие декларации о суверенитете Республики Беларусь (БССР)) на 3 июля (День освобождения Минска от немецких захватчиков). Парламент перенёс дату референдума на 24 ноября.
9 октября на республиканском совещании работников агрокомплекса Александр Лукашенко так определил свою программу: 

«Безуспешные попытки наладить конструктивное сотрудничество с Верховным Советом… только в результате конституционной реформы мы сможем уйти, наконец, от бесконечных бессмысленных политических баталий наверху и сосредоточиться на проблемах, которые больше всего волнуют наших людей… Именно в сильной власти сегодня спасение для нашего государства и экономики… При слабом Президенте наши доморощенные либералы и дерьмократы, под разговоры о всеобщем благе всех нас без штанов оставят в собственной стране».— А. Г. Лукашенко
19 октября Всебелорусское народное собрание (около 6 тысяч «представителей народа и трудовых коллективов») поддержало идею проведения президентского референдума. В тот же день на площади у Минского оперного театра оппозиция провела разрешённый митинг протеста, который закончился столкновениями с милицией.
Руководство парламента категорически отвергло предложения Лукашенко о конституционной реформе. Даже предложенное пропрезидентскими депутатами «компромиссное решение» было отклонено 88 голосами против 84. Более того, по инициативе руководства Верховного Совета в Конституционном суде было возбуждено дело против Лукашенко по факту нарушения Конституции. Западные страны поддержали оппозицию: 17 октября Госдепартамент США заявил: 

Заявив о своём нежелании работать дальше с парламентом, Президент Лукашенко становится на путь дальнейшего раскола страны.— Госдеп США
Группа депутатов Верховного совета включила в повестку дня вопрос об импичменте Лукашенко. Затем в результате посреднических действий руководства России в ночь на 22 ноября в Минске прошли переговоры Председателя Госдумы РФ Геннадия Селезнёва, премьер-министра Виктора Черномырдина, председателя Совета Федерации Егора Строева, Президента Белоруссии Александра Лукашенко и Председателя Верховного Совета Семёна Шарецкого, по итогам которых было подписано «Соглашение об общественно-политической ситуации и о конституционной реформе в Республике Беларусь».
Фактически это был «нулевой вариант» — Лукашенко отменял свои указы, декларировавшие юридическую обязательность результатов референдума, соглашаясь на их совещательный характер, а Верховный Совет отзывал из Конституционного Суда и прекращал дело о нарушении Президентом Конституции. Предусматривалось формирование на паритетных началах Конституционного Собрания для выработки новой редакции Основного Закона.
Однако во время рассмотрения Соглашения в парламенте по инициативе фракции «Гражданское действие» его оценили как «капитуляцию» и Парламент его не ратифицировал. По другой версии, ратификацию Соглашения сорвала пропрезидентская фракция «Согласие». В ответ Лукашенко 23 ноября заявил об обязательности решений референдума.
После проведения референдума был распущен Верховный Совет 13-го созыва, а из числа пропрезидентских депутатов сформирован новый двухпалатный парламент — Национальное собрание, состоящее из Совета Республики и Палаты Представителей под председательством Анатолия Малофеева, бывшего последнего руководителя ЦК Компартии БССР. Многие представители Европы и США не признавали легитимности нового Парламента, депутаты в который были не избраны народом, а назначены президентом. Многие члены Верховного Совета 13-го созыва, не попавшие в новый, сформированный Лукашенко Парламент во главе с Шарецким, продолжали считать единственным легитимным Парламентом себя и продолжали представлять Белоруссию на международном уровне; до 2001 года их делегация признавалась представителями Белоруссии в Парламентской ассамблее ОБСЕ, а с 2001 по 2003 год приглашалась в ПА ОБСЕ наравне с представителями Национального собрания.

## Результаты
По итогам референдума не было опубликовано решение, принятое референдумом предусмотренное статьями 38, 39 Закона «О народном голосовании (референдуме) в Республике Беларусь» от 13.06.1991 № 859-XII, что не позволяет кому-либо ссылаться на официальные итоги референдума.
По неофициальной версии ЦИК Белоруссии, результаты референдума были следующие:
По вопросам, инициированным президентом
- за одобрение переноса Дня независимости проголосовали 88,18 % (5 450 830 чел.), против проголосовали 10,46 % (646 708 чел.), 83 925 бюллетеней в части этого вопроса признаны недействительными;
- за принятие «Конституции Республики Беларусь с изменениями и дополнениями, предложенными А. Г. Лукашенко»[13], проголосовали 70,45 % (5 175 664 чел.), против проголосовали 9,39 % (689 642 чел.), 316 157 бюллетеней в части этого вопроса признаны недействительными;
- за одобрение свободной, без ограничений, покупку и продажу земли проголосовали 15,35 % (948 756 чел.), против проголосовали 82,88 % (5 123 386 чел.), 109 321 бюллетень в части этого вопроса признаны недействительными;
- за отмену смертной казни проголосовали 17,93 % (1 108 226 чел.), против проголосовали 80,44 % (4 972 535 чел.), 100 702 бюллетеня в части этого вопроса признаны недействительными.

По вопросам, инициированным парламентом
- за принятие «Конституции Республики Беларусь с изменениями и дополнениями, предложенными депутатами фракций коммунистов и аграриев»[14] проголосовали 7,93 % (582 437 чел.), против проголосовали 71,2 % (5 230 763 чел.), 368 263 бюллетеня в части этого вопроса признаны недействительными;
- за выборность руководителей местных органов исполнительной власти проголосовали 28,14 % (1 739 178 чел.), против проголосовали 69,92 % (4 421 866 чел.), 120 419 бюллетеней в части этого вопроса признаны недействительными;
- за одобрение вопроса «Согласны ли Вы, что финансирование всех ветвей власти должно осуществляться гласно и только из государственного бюджета?» проголосовали 32,18 % (1 989 252 чел.), против проголосовали 65,85 % (4 070 261 чел.), 121 950 бюллетеней в части этого вопроса признаны недействительными.

Примечание: По вопросам принятия Конституции Республики Беларусь результаты голосования даны исходя из количества граждан, которые внесены в списки для голосования, а по остальным вопросам — исходя из количества граждан, которые приняли участие в голосовании.
Многие государства и международные органы не признали официально результаты референдума и объявили их незаконными. Референдум ознаменовался серьёзными процедурными нарушениями. Хотя официально он проводился 24 ноября 1996 года, досрочное голосование началось 9 ноября 1996 года.

## Возможные нарушения
Оппозиция указывает на основные нарушения законодательства при проведении референдума:
- Комиссии по референдуму по Закону должны образовываться соответствующими Советами депутатов не позднее чем за месяц до референдума. В действительности они были созданы за 5-7 дней до референдума органами исполнительной власти.
- В период подготовки референдума 14 ноября указом президента был незаконно отстранён от должности председатель Центральной комиссии по выборам и проведению республиканских референдумов Виктор Гончар (его пост заняла Лидия Ермошина), что практически парализовало работу органа, осуществляющего контроль за законностью голосования. Согласно Конституции, назначение и отстранение председателя ЦИК входило в компетенцию Верховного Совета.
- К началу досрочного голосования (9 ноября) на участках для голосования отсутствовали тексты изменений и дополнений Конституций, и граждане не знали, за что они голосуют.
- В нарушение 28-й статьи Закона и постановления Верховного Совета Республики Беларусь от 14 ноября 1996 г. «О разъяснении отдельных статей Закона Республики Беларусь „О народном голосовании (референдуме) в Республике Беларусь“», избиратели призывались (а во многих случаях принуждались) проголосовать досрочно. Исключение для единиц, покидающих страну в день голосования, было сделано правилом для всех: во многих населённых пунктах досрочно проголосовало 30 и более процентов избирателей, что Виктор Гончар прокомментировал просто как издевательство над здравым смыслом.
- Бюллетени для голосования печатались Управлением делами президента Республики Беларусь. Они были доставлены на избирательные участки минуя Центризбирком и областные комиссии по референдумам. Учёт количества бюллетеней никем не осуществлялся.
- Вопреки 9-й статье Закона подготовка референдума и его проведение финансировались не из бюджета, а исключительно за счёт «благотворительных» взносов. Центризбирком был полностью отстранён от деятельности по финансированию референдума.
- По мнению группы международных наблюдателей от Европейского института по СМИ, практически всё эфирное время, посвящённое референдуму (90 процентов) было в пользу президента, предвыборная кампания подавалась односторонне[16]. В ряде случаев агитация велась прямо на участках для голосования.
- В день референдума чинились препятствия наблюдателям, представителям политических партий и общественных организаций при осуществлении контроля за ходом голосования; их не допускали на участки, отказывали в получении требуемой информации.
- Подводил итоги и объявлял результаты голосования по референдуму неполномочный состав Центральной избирательной комиссии (из 18 избранных членов ЦИК присутствовали только 10, то есть менее 2/3, как того требовал закон)[17].

Типичными нарушениями законодательства на участках для голосования были следующие: отсутствовали кабины для тайного голосования; не было проектов изменений и дополнений Конституции; избиратели допускались к голосованию без документов, удостоверяющих личность; имелись повреждения пломб на урнах для голосования; выявлены факты подлога подписей избирателей.
Вызывают подозрение данные о явке избирателей. Согласно опубликованным данным, число избирателей, которые приняли участие в довыборах депутатов Верховного Совета, проходивших в один день с референдумом, значительно меньше, чем граждан, проголосовавших на том же избирательном участке по вопросам референдума. Тот факт, что в 18:00 только 59,5 процентов избирателей приняли участие в голосовании, а в 22:00 это число равнялось 84,2 процента, А. Г. Лукашенко объяснил тем, что жители городов к этому времени уже вернулись с дачных участков.
В статье 423 № 23 Ведомостей Верховного Совета Республики Беларусь за 1996 год был опубликован Закон «О внесении изменений и дополнений в Уголовный и Уголовно-процессуальный кодексы Республики Беларусь» от 26 июня 1996 № 489-XIII предусматривающий включение в уголовный кодекс статьи 167-1:
«Понуждение должностного лица, состоящего на государственной службе, к неисполнению решений Конституционного Суда Республики Беларусь должностным лицом, занимающим ответственное положение, наказывается лишением свободы на срок до трех лет либо лишением права занимать определённые должности на срок до пяти лет. То же действие, повлекшее причинение крупного ущерба или нанесшее существенный вред правам и законным интересам граждан либо государственным или общественным интересам, — наказывается лишением свободы на срок от трех до шести лет с лишением права занимать определённые должности на срок до пяти лет».
Согласно тому же закону:
«Под должностными лицами, занимающими ответственное положение, в статьях настоящего Кодекса понимаются руководители высших органов законодательной и исполнительной власти Республики Беларусь и их заместители, руководители министерств, ведомств, иных государственных органов, подчиненных Верховному Совету Республики Беларусь, Президенту Республики Беларусь или Кабинету Министров Республики Беларусь, и их заместители, руководители исполнительных и распорядительных органов, местных Советов депутатов и их заместители, судьи, прокуроры и их заместители, начальники управлений (отделов, отделений) Комитета государственной безопасности Республики Беларусь и их заместители, начальники управлений (отделов) внутренних дел и их заместители»

## Оценки
25 ноября 1996 года, после подведения предварительных итогов голосования, состоялась пресс-конференция президента А. Г. Лукашенко. На ней он заявил, что референдум «проведён безупречно» и что его оппонентам будет трудно настаивать на незаконности и нарушениях во время референдума. В знак протеста против референдума подали в отставку 7 судей и Председатель Конституционного суда В. Тихиня, заместитель министра иностранных дел Андрей Санников, премьер-министр Михаил Чигирь, министр труда Александр Соснов.